# Lill-Rengårdsträsket
Lill-Rengårdsträsket är en sjö i Piteå kommun i Norrbotten och ingår i Byskeälvens huvudavrinningsområde. Sjön har en area på 0,142 kvadratkilometer och ligger 310,1 meter över havet.

## Delavrinningsområde
Lill-Rengårdsträsket ingår i det delavrinningsområde (726111-170522) som SMHI kallar för Mynnar i Bredträskbäcken. Medelhöjden är 317 meter över havet och ytan är 2,62 kvadratkilometer. Det finns inga avrinningsområden uppströms utan avrinningsområdet är högsta punkten. Vattendraget som avvattnar avrinningsområdet har biflödesordning 5, vilket innebär att vattnet flödar genom totalt 5 vattendrag innan det når havet efter 93 kilometer. Avrinningsområdet består mestadels av skog (40 procent) och sankmarker (55 procent). Avrinningsområdet har 0,14 kvadratkilometer vattenytor vilket ger det en sjöprocent på 5,4 procent.